# Patriarca católico sírio de Antioquia
O Patriarca Católico Sírio de Antioquia, sediado em Beirute (Líbano), é a designação do líder da Igreja Católica Siríaca, que é uma Igreja particular oriental sui iuris da Igreja Católica. Desde 2009, o Patriarca sírio é Inácio José III Younan.
O Patriarca Católico Sírio reclama também a Sé de Antioquia.

## Lista

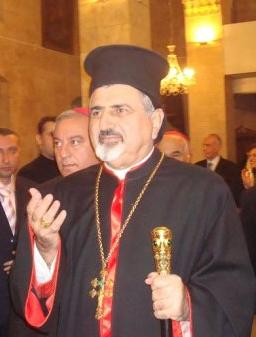
Atual Patriarca de Antioquia, Inácio José III Younan

- Inácio André Akhidjan (1662-1677)
- Inácio Pedro VI Sahbadin (1677-1702)

- Inácio Miguel III Jarweh (1782-1800) 
  - vacante (1800-1802)
- Inácio Miguel IV Daher (1802-1810)
- Inácio Simão II Zora (1811-1818) 
  - vacante (1818-1820)
- Inácio Pedro VII Jarweh (1820-1851) 
  - vacante (1851-1853)
- Inácio Antônio I Samhiri (1853-1864) 
  - vacante (1864-1866)
- Inácio Filipe I Arqous (1866-1874)
- Inácio Jorge V Chelhot (1874-1891) 
  - vacante (1891-1893)
- Inácio Behnam II Benni (1893-1897)
- Inácio Ephrem II Rahmani (1898-1929)
- Ignatius Gabriel I Tappouni (1929-1968)
- Inácio Antônio II Hayek (1968-1998)
- Inácio Moisés I Daoud (1998-2001)
- Inácio Pedro VIII Abdel-Ahad (2001-2008)
- Inácio José III Younan (2009-presente)